# 玄恵
玄恵（げんえ・げんね、文永6年（1269年）? - 正平5年/観応元年3月2日（1350年4月9日））は、南北朝時代の天台宗の僧・儒学者。号は独清軒・健叟。玄慧とも。虎関師錬の弟とも言われる。玄恵法印。

## 略歴
天台教学を学び法印大僧都に就任したが、一方で儒学や漢詩文にも通じていた。「太平記」によれば倒幕の密議の場で書を講じ、後醍醐天皇や公卿に宋学や古典を講じたとある（ただし実際には、一条兼良の『尺素往来』や『花園天皇宸記』にあるように、倒幕や密議とは関係なく花園院やその臣にも宋学を講じている）。また、建武の新政が崩壊した後には、足利氏に用いられ「建武式目」の起草に関与したともされるが、いずれも不明である。
また、寺子屋で習字や読本として使用された『庭訓往来』の作者という説が有力である。また、『源平盛衰記』の編者の一人とも言われている。玄慧は等持院で足利直義の前で、『太平記』を朗読したといわれる。『太平記』27巻には玄慧の死である「玄慧法師末期事」が記されているが、『太平記』40巻本のうち巻初の1巻から10巻までは玄慧の作であり、11巻から12巻も玄慧が拘わりをもった作ではないかと言われている。(『太平記と仏教』古田紹欽)
男鹿半島の先端の漁港である男鹿市北浦入道崎(畠崎)には、この地が玄慧法師の出身地であるとする伝承が残されていたことが菅江真澄によって記録されている。